# Woschod (Rakete)

Woschod-11A57

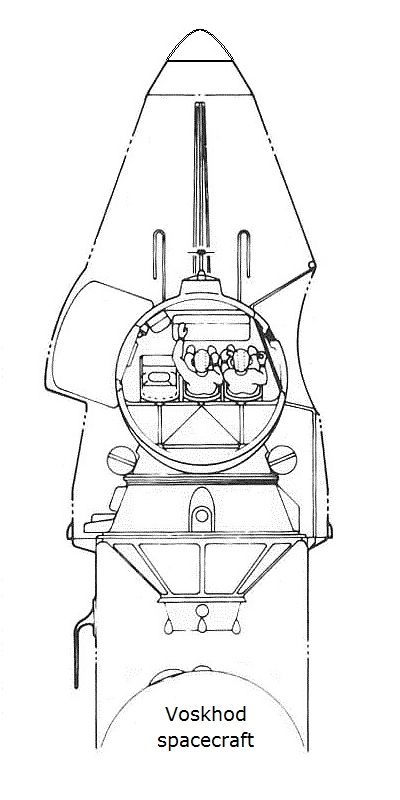
Woschod 3KD-Raumschiff (Woschod-2) in der Nutzlastverkleidung der gleichnamigen Rakete

Woschod [vʌsˈxɔt] (alternative Schreibweise Woßchod, russisch Восход = Sonnenaufgang, englisch Voskhod) ist eine sowjetische Rakete, die einer der Nachfolger der R-7 ist.
Woschod (GRAU-Index 11A57) wurde aus der Wostok-Rakete entwickelt, indem die dritte Stufe der Wostok (Blok E) durch eine größere und stärkere Drittstufe (Blok I) ersetzt wurde. Die Stufe wurde von einem RD-0110-Triebwerk angetrieben. Zuvor wurde diese Stufe ab 1960 in der Molnija-Rakete erprobt. Durch den Einsatz der größeren Drittstufe stieg die Nutzlastkapazität der Woschod auf 6.300 kg in den erdnahen Orbit (Nutzlastkapazität der Wostok betrug 4.730 kg). Die Rakete war etwa 45 m hoch und hatte eine Startmasse von 298.400 kg.
Der erste Start einer Woschod fand am 16. November 1963 in Baikonur statt, wobei sie einen militärischen Aufklärungssatelliten vom Typ Zenit in die Erdumlaufbahn beförderte. Am 14. Oktober 1964 startete eine Woschod-Rakete das erste dreisitzige Raumschiff Woschod 1. Seitdem wurde die Woschod mehr als 300 Mal gestartet, der letzte Flug war am 29. Juni 1976. Danach wurde die Woschod durch die etwas stärkere Sojus-Rakete abgelöst.
Am 1. November 1963 wurde in Baikonur eine Rakete unter der Bezeichnung Poljot (russisch Полёт für Flug, GRAU-Index 11A59) gestartet, die aus den ersten beiden Stufen der Woschod bestand und keine Oberstufe mitführte. Mit dieser Rakete wurde ein Prototyp des Satelliten des ASAT-Programms (Vernichtung von feindlichen Satelliten mit Hilfe von Killersatelliten) gestartet, der ebenfalls die Bezeichnung Poljot trug. Am 12. April 1962 folgte der zweite und letzte Flug der Poljot-Rakete. Die Satelliten des ASAT-Programms wurden später mit Zyklon-Raketen gestartet.